# Sudice (Vysočina)
Sudice (in tedesco Suditz) è un comune della Repubblica Ceca facente parte del distretto di Třebíč, nella regione di Vysočina.